# Tunel średnicowy w Warszawie

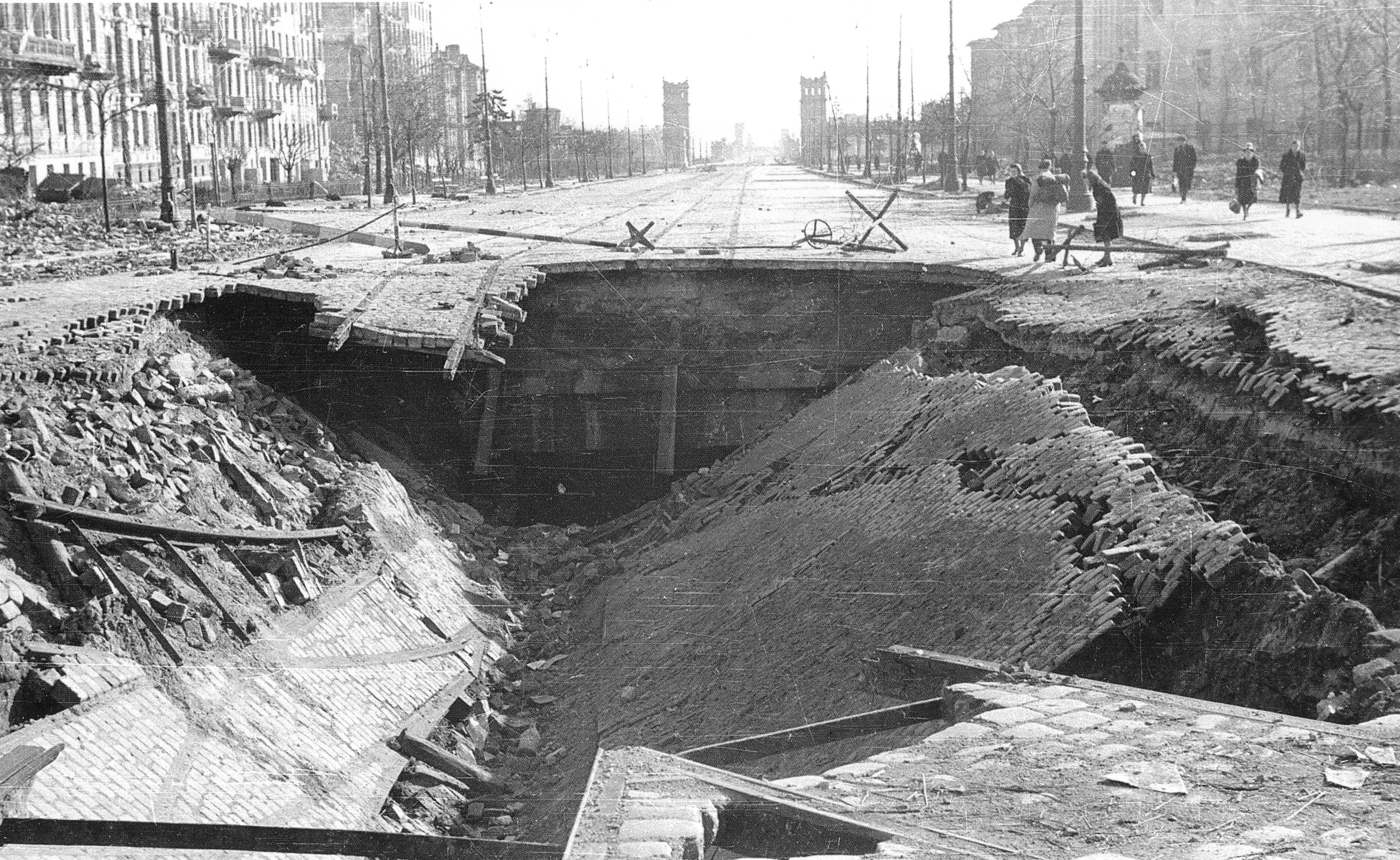
Wysadzony w powietrze odcinek tunelu średnicowego pod Alejami Jerozolimskimi (1945)

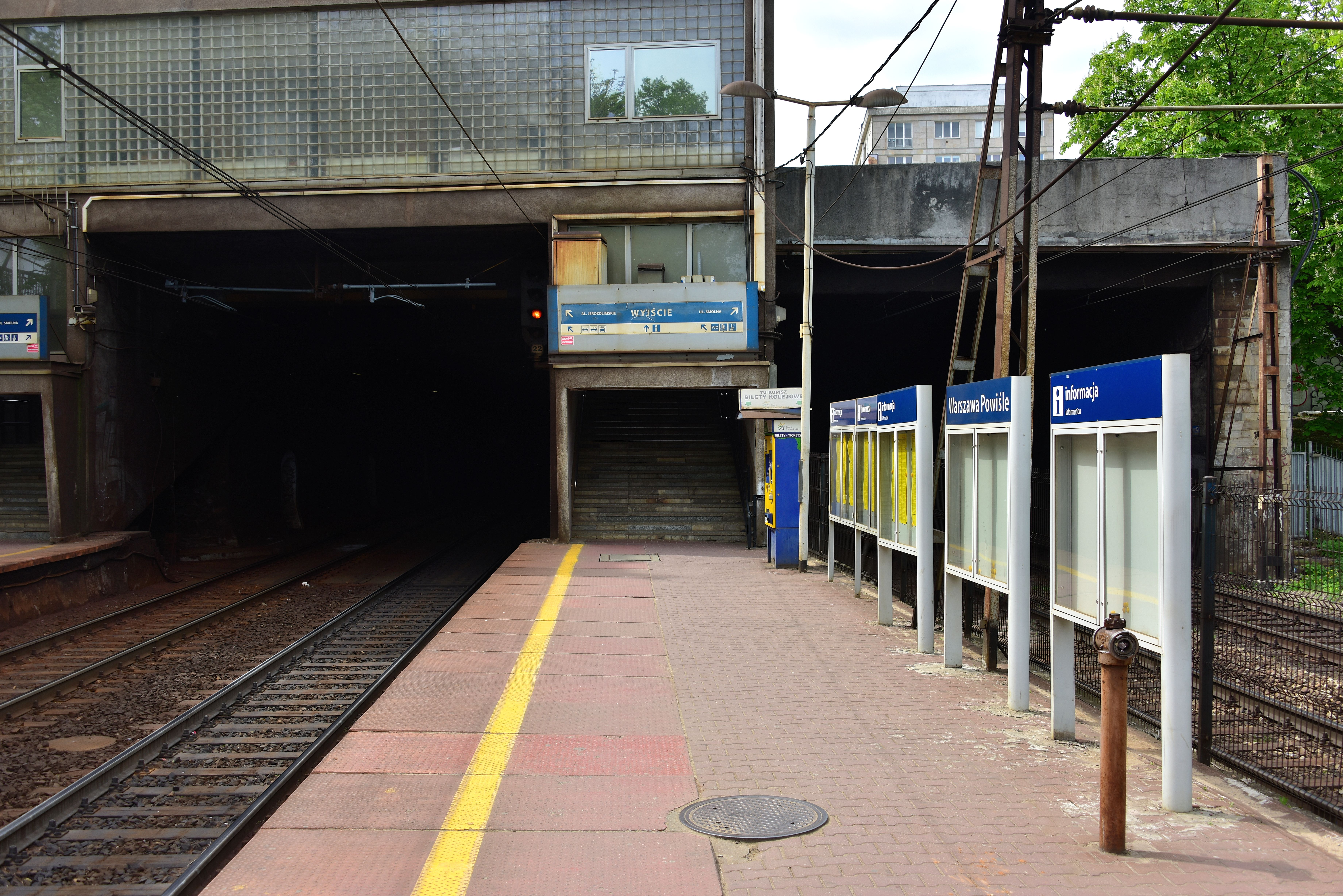
Wjazd do tunelu od strony stacji Warszawa Powiśle, po prawej dwa tory linii dalekobieżnej, po lewej dwa tory linii podmiejskiej

Tunel średnicowy w Warszawie – kolejowy tunel średnicowy o całkowitej długości 2310 metrów poprowadzony pod centrum Warszawy na trasie warszawskiej linii średnicowej łączącej trzy główne dworce kolejowe: Warszawa Wschodnia, Warszawa Centralna i Warszawa Zachodnia. Wewnątrz podwójnego tunelu biegną dwa tory linii dalekobieżnej (od strony północnej) i dwa tory linii podmiejskiej (od strony południowej).

## Trasa
Tunel od wschodu zaczyna się na Powiślu za przystankiem kolejowym Warszawa Powiśle (patrząc na zachód od strony mostu średnicowego), drugi wylot znajduje się na Ochocie na wysokości przystanku WKD Warszawa Ochota. Na jego trasie znajdują się podziemne dworce: Centralny i Śródmieście; na wysokości ulicy Marszałkowskiej przecina leżącą poniżej linię warszawskiego metra.
Poza głównymi wlotami, tunel w swojej części między stacją Warszawa Śródmieście a Powiślem posiada cztery wyjścia osobowe: dwa ewakuacyjne oraz dwa awaryjne. Wyjścia ewakuacyjne znajdują się w przejściu podziemnym pod rondem Dmowskiego (drzwi) oraz przy Muzeum Narodowym w pobliżu ronda gen. Ch. de Gaulle’a (zadaszone wejście na chodniku od frontu Centrum Bankowo-Finansowego, budynku dawnego Komitetu Centralnego PZPR). Wyjścia awaryjne znajdują się na wysepce przy południowej jezdni Alei Jerozolimskich przy rondzie Dmowskiego oraz przy ulicy Brackiej (na powierzchni chodnika).

## Historia
Koncepcję budowy płytkiego tunelu, mającego połączyć dworce Wiedeński i Terespolski, przedstawili już w 1884 r. inżynierowie Rohan i Zieliński. Projekt obejmował budowę nowego mostu i nowej linii pod Alejami Jerozolimskimi do stacji Czyste oraz budowę południowej obwodnicy kolejowej. Po trwających 4 lata analizach w ministerstwie odpowiedzialnym za kolej projekt został porzucony. W 1898 r. ministerstwo zdecydowało o powołaniu komisji do opracowania koncepcji nowego dworca głównego i połączenia wszystkich linii kolejowych w Warszawie w jeden węzeł. Efektem prac komisji była koncepcja tunelu pod Al. Jerozolimskimi. Projekt ukończono w 1901 r. i przedstawiono do zatwierdzenia, co nastąpiło dwa lata później. Z powodu braku środków udało się rozpoczęcie przebudowy stacji na prawym brzegu Wisły, przebudowa mostu koło cytadeli oraz wytyczenie i usypanie wałów na drugi tor linii obwodowej. Dalsze prace zostały zatrzymane przez nagły sprzeciw władz miasta co do przebiegu linii.
Do koncepcji powrócono w 1912 r., po tym jak rząd rosyjski wykupił Kolej Warszawsko-Wiedeńską i zdecydował dokończyć projekt, uzupełniając go o wybudowanie południowej obwodnicy ze stacją towarowo-osobową Mokotów. Projekt w 1913 r. zatwierdziły władze, jednak wybuch I wojny światowej przerwał wszelkie prace. Pod niemiecką okupacją działała od 1915 do 1919 r. komisja, która opracowała nowy projekt przebudowy z tunelem i czterotorowym mostem przez Wisłę. W lipcu 1919 Sejm podjął uchwałę o budowie linii średnicowej, w skład której miał wejść Most Średnicowy na Wiśle, cztery tory oraz tunel. Jego projekt zatwierdzono w 1921 i trzy lata później rozpoczęto budowę. Uroczyste otwarcie tunelu średnicowego nastąpiło 2 września 1933. 15 grudnia 1936, po zakończeniu pierwszego etapu elektryfikacji Warszawskiego Węzła Kolejowego, tunelem przejechał pierwszy pociąg elektryczny.
W 1944 r. tunel został bardzo poważnie uszkodzony. Po szybkiej odbudowie, w 1948 r. oddano do użytku komorę dalekobieżną (dodatkowe dwa tory). Uroczyste otwarcie kompletnego, czterotorowego tunelu miało miejsce w czerwcu 1949 wraz z oddaniem do użytku odbudowanego mostu średnicowego. Docelowy układ komunikacyjny tunelu średnicowego wraz z przystankami Śródmieście, Powiśle i Ochota oddano do użytku w 1963 r.
Jedyny w późniejszym okresie remont tunelu miał miejsce w połowie lat 80. XX w. i ograniczył się w zasadzie do naprawy izolacji stropu oraz ścian. W 2003 r., w związku z bardzo złym stanem technicznym tunelu południowego (ograniczenie prędkości szlakowej do 20 km/h), podjęto decyzję o generalnym remoncie, który rozpoczął się 1 lipca 2006 r. Termin zakończenia robót był przekładany trzy razy (początkowo planowano październik 2006, następnie 9 grudnia 2006, 18 grudnia 2006).
Otwarcie tunelu nastąpiło 15 stycznia 2007. Remont przewidywał m.in. wymianę podtorza na płytę żelbetową z ułożeniem nawierzchni w systemie szynowych podpór blokowych, nowy system odwodnienia torowiska i konstrukcji nośnej tunelu, nowy układ okablowania dla potrzeb energetycznych i urządzeń sterowania ruchem pociągów, nowoczesne zabezpieczenie przeciwpożarowe wraz z budową nowej instalacji hydrantowej i instalacji oddymiających, dróg ewakuacyjnych, naprawę otuliny konstrukcji nośnej tunelu oraz zabezpieczenie tunelu przed drganiami i hałasem.
Po jego zakończeniu dopuszczalna prędkość pociągów w tunelu południowym wzrosła do 60 km/h i mogą one kursować w odstępach trzyminutowych. Jednak zdaniem niektórych ekspertów przy remoncie tunelu popełniono kilka błędów, m.in. w dalszym ciągu nieprawidłowo działa odwodnienie; wskutek ułożenia kolejnej warstwy mieszanki betonowej zmniejszono wysokość tunelu uniemożliwiając przejazd pociągów piętrowych zakupionych przez Koleje Mazowieckie, ponieważ odstęp między siecią trakcyjną a dachem wagonu jest mniejszy, niż pozwalają na to przepisy.
W połowie 2012 r. rozpoczęto prace mające na celu dopuszczenie do ruchu w tunelu podmiejskim wagonów piętrowych. Oficjalne udostępnienie podmiejskiej komory tunelu średnicowego dla wagonów piętrowych nastąpiło w styczniu 2013 roku. W maju 2014 roku zamykano sukcesywnie tory komory dalekobieżnej w związku z remontem mostu średnicowego. Dzięki prowadzonej wymianie szyn i podkładów prędkość w komorze dalekobieżnej wzrosła z 30 km/h do 60 km/h.